# Коренцио, Белизарио
Белиза́рио Коре́нцио (Belisario Corenzio) (Пелопоннес около 1558–Неаполь 1643) - итальянский художник маньерист XVI - XVII веков, грек по происхождению.

## Биография

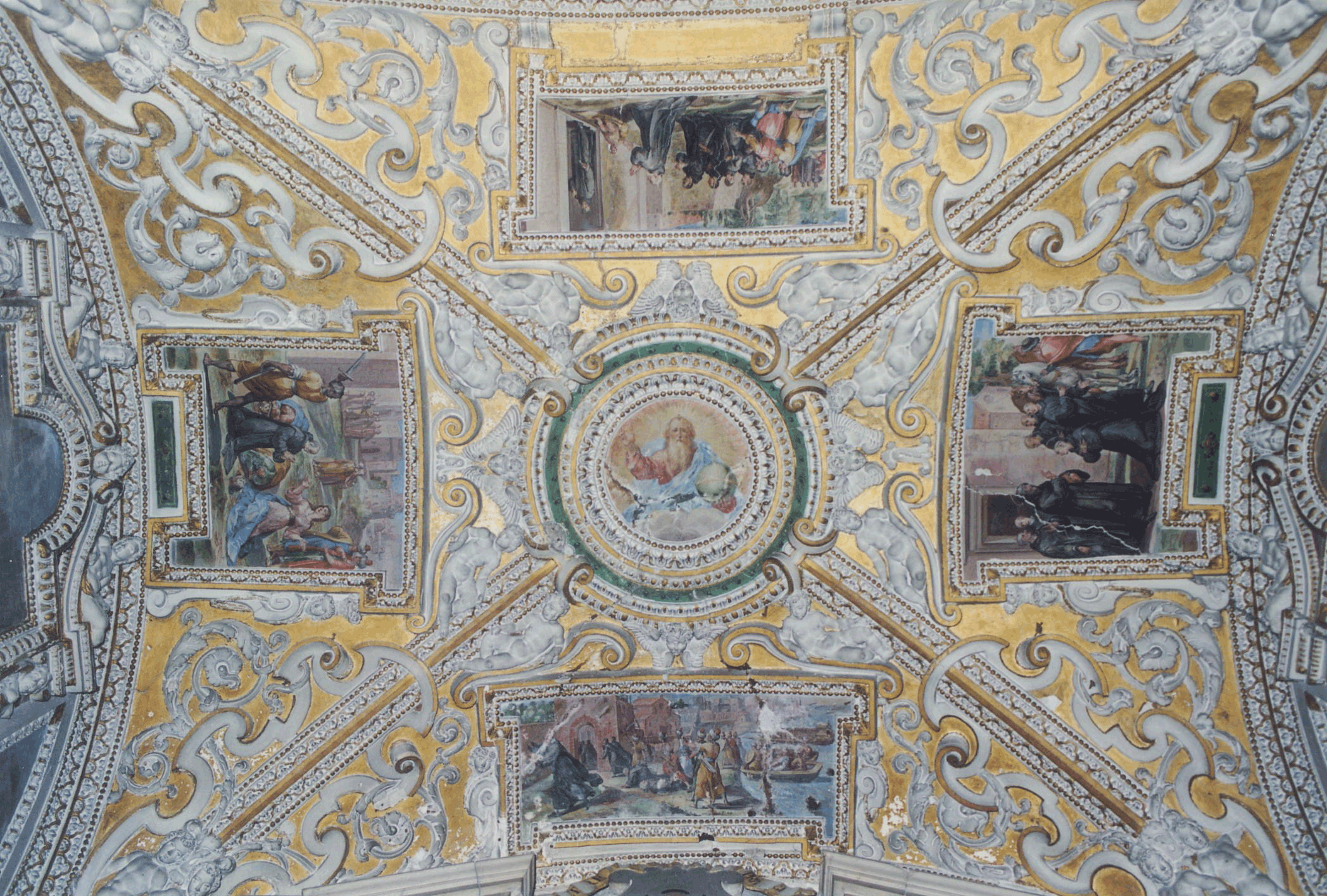
Церковь Святых Северина и Сосиос, росписи капеллы Медичи, до 1593 года

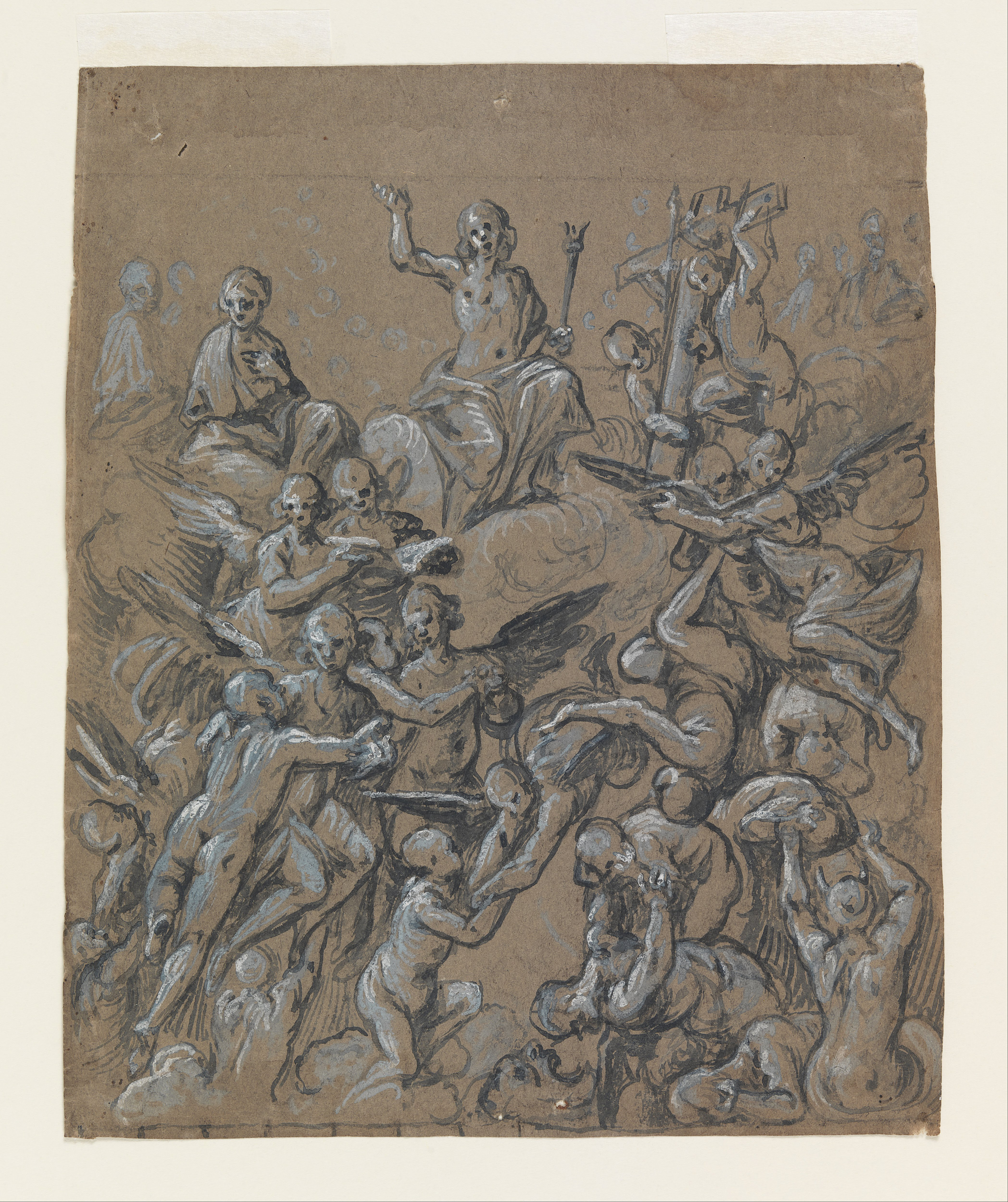
Христос во славе с ангелами, около 1630 года, рисунок на бумаге

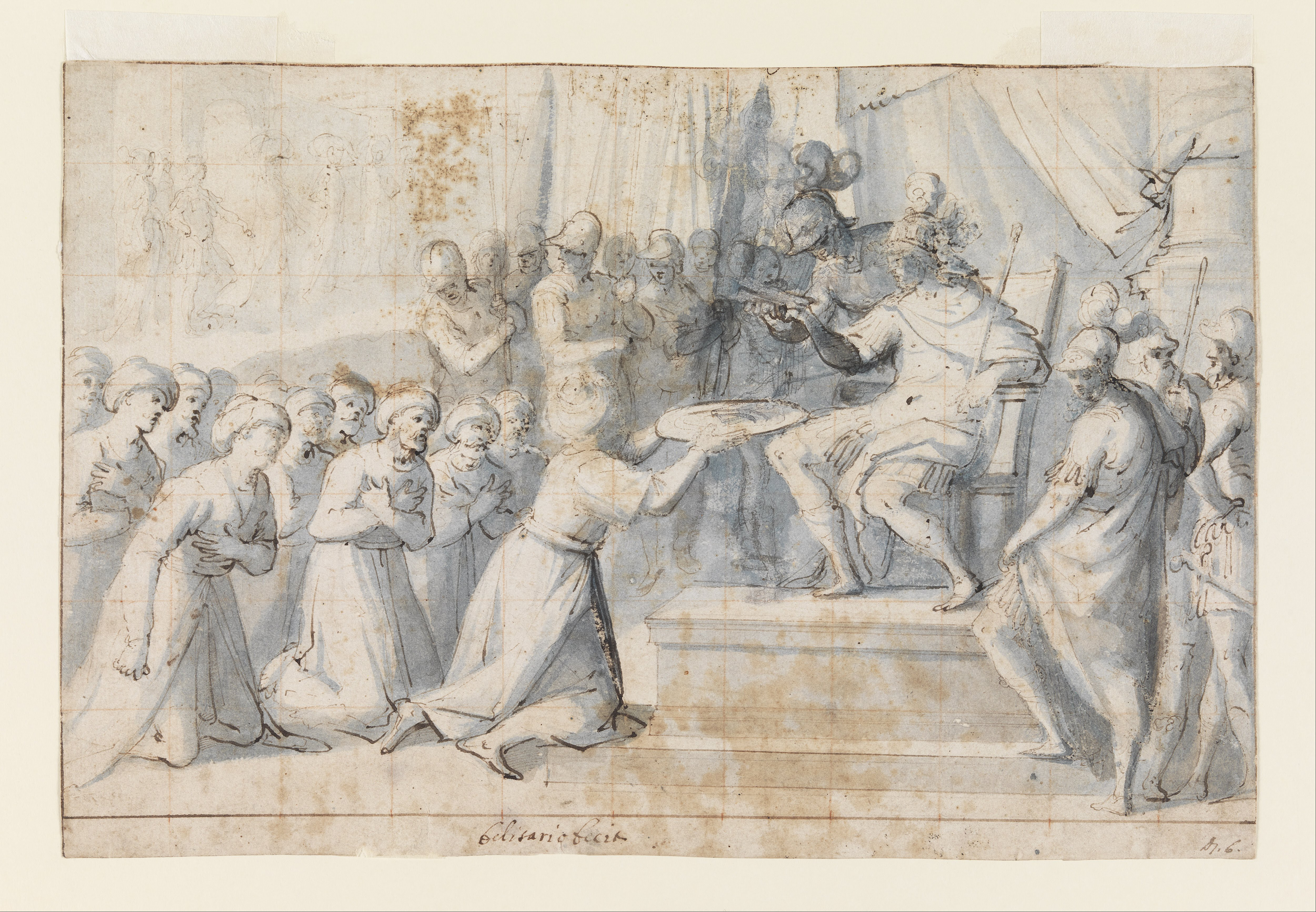
Турецкий посол вручает дары Дон Жуану Австрийскому, около 1630 года, рисунок на бумаге

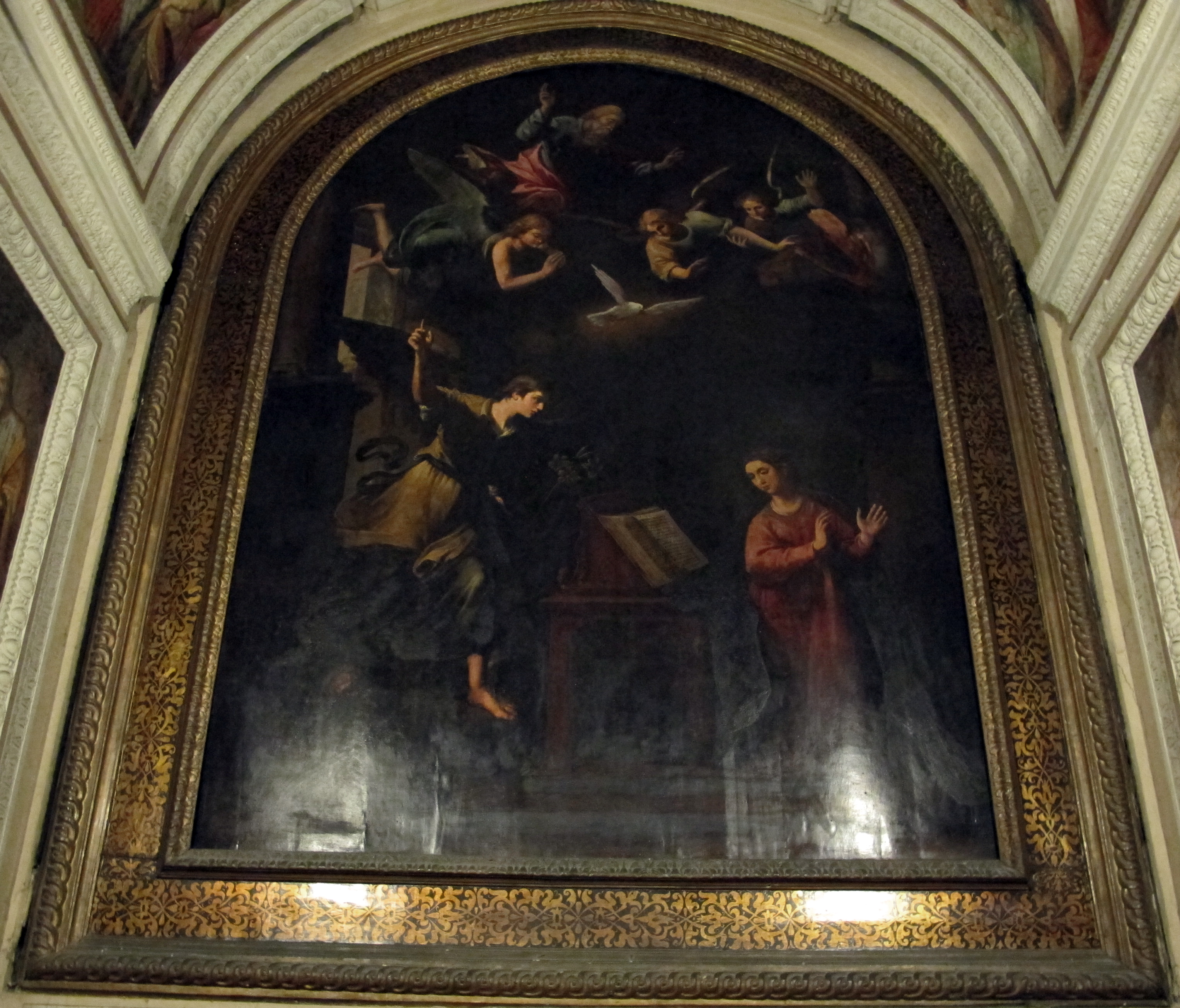
Церковь Pietà dei Turchini (Неаполь), Благовещение

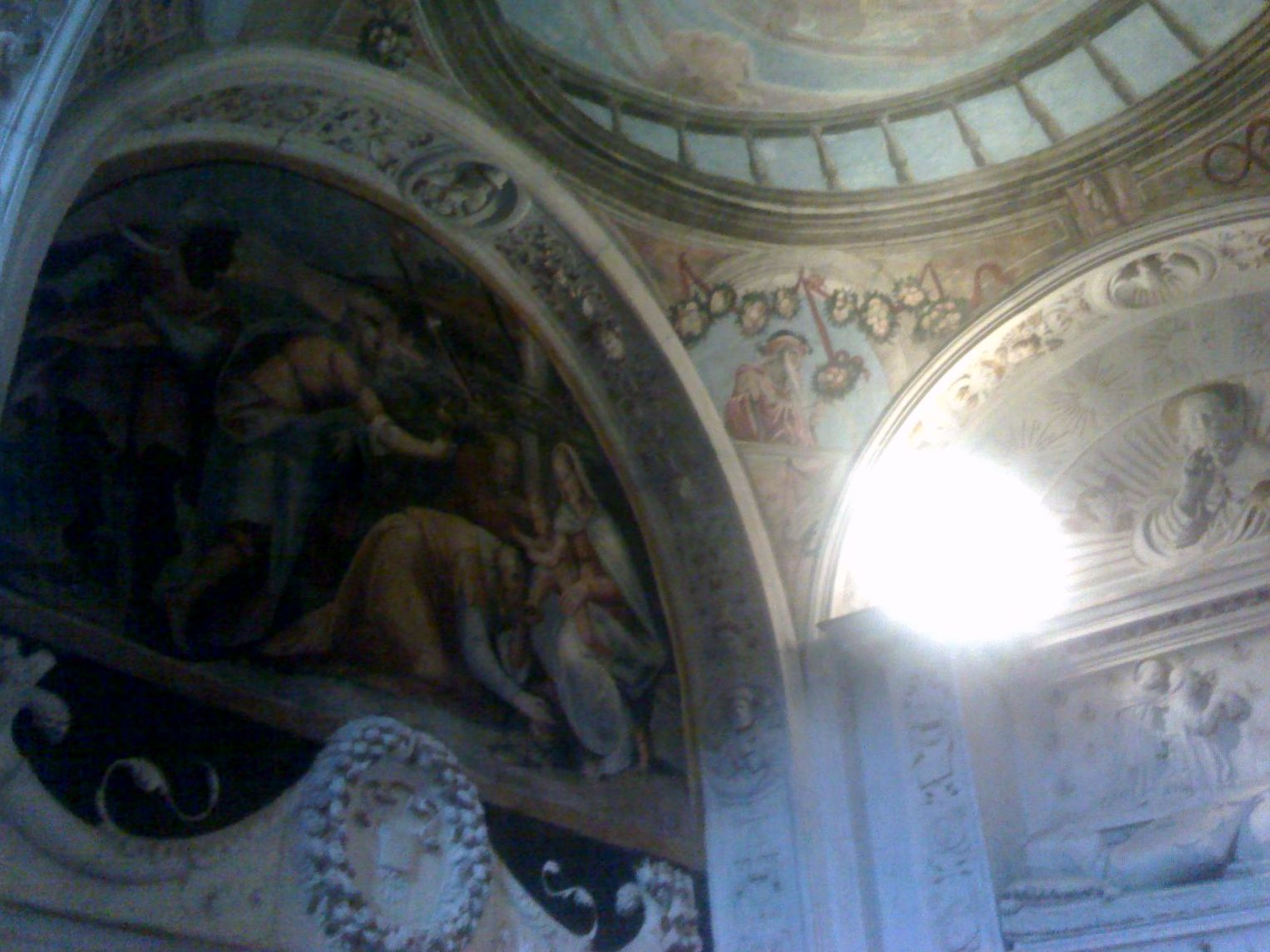
Церковь Сан-Доменико-Маджоре (Неаполь), Поклонение волхвов

Белизарио Коренцио родился на юго-западе Пелопоннеса около 1558 года, когда полуостров был уже под османским контролем. 
Греческая литература также именует его Велиссариос Коренсиос, однако сведениями о его настоящем греческом имени и переходе в католичество не располагаем. 
Утверждается, без особого документального подтверждения, что он учился у Тинторетто, отчасти потому что его рисунки часто напоминают работы этого венецианского художника. Он переехал в Неаполь в 1590 году, где стал необычайно активным. 
В 1609 году монахи Бенедиктинцы поручили ему роспись церкви Святых Северина и Сосиос (Chiesa dei Santi Severino e Sossio), где он также расписал несколько часовен.
В 1615 году он расписал купол арки в храме Святой Марии Константинопольской (Chiesa di Santa Maria di Costantinopoli (Napoli)). 
Энциклопедия Британника (11-е издание), именует его манеру "невнимательной; духовной, недобросовестной". Энциклопедия также утверждает, что когда Рени, Гвидо прибыл в 1621 году в Неаполь расписывать королевскую капеллу святого Януария в Соборе Святого Януария, Коренцио подкупил убийцу чтобы убрать конкурента. Убийца убил помощника Рени, вместо него самого, и действительно напугал Рени, который в конечном итоге предусмотрительно и навсегда уехал в Болонью. Утверждается что именно в этот период Коренцио был членом триумвирата художников, в который входили также Рибера, Хосе де и Battistello Caracciolo, возглавлявшего местных художников с целью преследования, изгнания или отравления пришлых в Неаполь художников, чтобы они не могли получить работу в городе. 
Коренцио был арестован, но в тюрьме оставался недолго. Коренцио жил достаточно долго, чтобы вытеснить Риберу из милостей вице-короля Неаполя, который сделал его Придворным художником. Коренцио тщетно пытался занять место Рени во фресках капеллы. Многочисленные фрески которые он оставил в неаполитанских церквях и дворцах, и большие росписи которые покрывали купол церкви Монтекассино (1629, разрушен в 1944 году) являются свидетельством незаурядных способностей, и показывают что Коренцио не сильно уступает известным мастерам своего времени. Его витиеватый стиль, в действительности хорошо согласуется с перегруженной архитектурой и полно-масштабным архитектурным орнаментом, свойственным строителям иезуитам в 17-м веке. 
Он проработал много лет в Церкви Санта Мария ла Нова (Chiesa di Santa Maria la Nova (Napoli)), расписывая её потолки. 
Он написал также 4 фрески в церкви Санта Мария дель Пополо (Chiesa di Santa Maria del Popolo), а также несколько фресок в церкви Святой Патриции (Chiesa di Santa Patrizia). 
Утверждается, что Коренцио умер работая в возрасте 85 лет, упав с подмостей, работая над фресками церкви Святых Северина и Сосиос, где и был похоронен. 
Другие источники утверждают, что он отравил себя.
Одним из его учеников был Luigi Rodriguez. 

## Внешние ссылки
- https://web.archive.org/web/20080725092113/http://www.1911encyclopedia.org/Belisario_Corenzio
- https://web.archive.org/web/20160305030158/http://greekfinearts.blogspot.com/2012/03/04.html
- http://gluedideas.com/content-collection/english-cyclopedia/Bellisario-Corenzio.html Архивная копия от 24 октября 2020 на Wayback Machine